# O bednom gusare zamolvite slovo
O bednom gusare zamolvite slovo (russisk: О бедном гусаре замолвите слово, da.: Sig et ord for den stakkels husar) er en sovjetisk spillefilm fra 1981 produceret af Mosfilm og instrueret af Eldar Rjasanov, der også var med til at skrive filmens manuskript.

## Handling
Et husarregiment ankommer til provinsbyen Gubernsk til sommermanøvrer. Husarerne slapper af uden for kasernen og væk fra hovedstadsmyndighederne og nyder aftenforestillinger i teatret, billard, kortspil og flirter med de lokale kvinder. Men snart kommer regimentet i problemer, da grev Merzljajev ankommer fra Skt. Petersborg på den russiske kejsers personlige ordre med en særlig mission.
Nogle officerer fra husarregimentet er mistænkt for "fritænkning" og for at konspirere mod regeringen. Merzljajev kræver, at disse officerer gennemfører en test: de skal skyde en oprører og dermed demonstrere deres loyalitet over for kejseren. Merzljajevs plan om at teste officerernes loyalitet er imidlertid en list: patronerne er med løst krudt, og rollen som "den dømte oprører" vil blive spillet af en fremmed. Hvis officererne nægter at skyde, vil de blive stillet for en militærdomstol.
Til rollen som oprører hyrer Merzljajev Bubentsov, en skuespiller, der sidder i fængsel som følge af dum skødesløshed. Merzljajevs list går perfekt, men lige pludselig lader en af officererne, Aleksej Pletnev, der skulle udføre en henrettelse, "oprøreren" Bubentsov gå fri.
Merzljajev er klar til at gøre hvad som helst for at redde sin plan og sit omdømme, men er ude af stand til at besejre kærlighed og generøsitet hos ærlige mennesker...

## Medvirkende
- Stanislav Sadalskij som Aleksej V. Pletnev
- Oleg Basilasjvili som Grev Merzljajev
- Jevgenij Leonov som Athanasios Bubentsov
- Irina Mazurkievitj som Nastja Bubentsova
- Valentin Gaft som Ivan Pokrovskij